# 루드비 홀스테인레드레보르
요한 루드비 카를 크리스티안 티도 백작 홀스테인 틸 레드레보르(덴마크어: Johan Ludvig Carl Christian Tido lensgreve Holstein til Ledreborg, 1839년 6월 10일~1912년 3월 1일)는 덴마크의 정치인이다. 소속 정당은 좌파당이다.
요한 루드비 홀스테인(Johan Ludvig Holstein) 백작의 후손이며 1909년 8월 16일부터 10월 28일까지 제21대 덴마크의 총리를 역임했다. 또한 그는 1895년 아머지가 사망한 뒤 레드레보르(덴마크어: Ledreborg) 멘션을 물려받았다.